# Tianyulong
Tianyulong ("drak z muzea přírodní historie v Tchien-jü") byl rod malého ptakopánvého dinosaura z čeledi Heterodontosauridae. Žil v období svrchní jury (před 161 miliony let) na území dnešní severovýchodní Číny (provincie Liao-ning). Jeho fosilie byly objeveny v sedimentech geologického souvrství Tchiao-ťi-šan.

## Popis
Holotyp se skládá z neúplné kostry zřejmě nedospělého exempláře, dlouhého asi 75 cm a vážícího kolem 0,74 nebo 0,89 kilogramu. Přesná velikost dospělých jedinců však není známá. Nejvýznamnějším aspektem tohoto rodu jsou otisky vláknitých struktur, podobných proto-peří teropodních opeřených dinosaurů. Pokud jde skutečně o tyto struktury, jednalo by se o vůbec první doklad primitivního pernatého pokryvu těla u ptakopánvých dinosaurů. V takovém případě bychom museli předpokládat, že se jedná o mnohem rozšířenější znak v rámci vývojové linie neptačích dinosaurů.
Typový druh T. confuciusi byl formálně popsán v roce 2009. (česky)

### Česká literatura
- SOCHA, Vladimír (2021). Dinosauři – rekordy a zajímavosti. Nakladatelství Kazda, Brno. ISBN 978-80-7670-033-8 (str. 84)